# Jean-François Pierret
Pour les articles homonymes, voir Pierret.
Jean-François Pierret (né le 7 novembre 1738 à Rocquigny (Ardennes) - mort le 5 février 1796 (16 pluviôse an IV) à Reims) était un avocat et homme politique français du XVIIIe siècle.

## Biographie
Il fut reçu avocat le 19 mai 1762.
Conseiller du roi et son procureur en la maîtrise des eaux et forêts de Reims, Jean-François Pierret fut le premier maire de Reims, lors de la Révolution, du 6 février au 26 novembre 1790. La justice royale, la justice seigneuriale et l'échevinage ont été supprimés par la Révolution, le conseil de ville est transformé en une municipalité avec un maire élu. La municipalité est alors constituée d'un maire, d'un procureur de la République et de quatorze officiers municipaux; ils seront assistés de quarante notables de la ville formant conseil.
Le corps électoral est  constitué de citoyens actifs, pouvant payer trois journées de travail comme impôt et ont le droit de vote, il en est 5 539 en la ville. De citoyens éligibles, qui peuvent payer un impôt de dix jours de travail, il en est 1547 à Reims.
Première élection : 
- 2 028 votants,
- J.F : Pierret 953,
- 751 : Savoye-Belloy,
- 212 : Nicolas Hurtault-Pinchart,
- 109 : Sutaine-Maillefer[2].

Il fut élu député du département de la Marne à l’Assemblée législative le 3 septembre 1791  le 6e sur 10, par 262 voix sur 472 votants.
et l'est resté jusqu’en juin 1792. Il votait avec la majorité et se fit peu remarquer.

## Écrits
- Rapport et projet de décret présentés au nom du Comité des domaines, relativement au paiement des honoraires, journées et vacations des ci-devant officiers de maîtrises, pour les années 1791, 1792 et 1793 et de leurs frais et avances dans la poursuite des délits ; par M. Pierret..., Paris, Impr. nationale.

## Source
- « Jean-François Pierret », dans Adolphe Robert et Gaston Cougny, Dictionnaire des parlementaires français, Edgar Bourloton, 1889-1891 [détail de l’édition]
- biographie sur la base Sycomore de l'Assemblée.